# Sol Price
Sol Price (23 de janeiro de 1916 – 14 de dezembro de 2009) foi um retalhista americano, fundador da FedMart, Price Club (que acabou por se fundir na Costco) e PriceSmart. Foi considerado o "pai" do modelo de retalho "grossista".

## Infância e educação
Sol Price nasceu em Bronx, em Nova Iorque, filho de Samuel e Bella Price, imigrantes judeus de Minsk, Bielorrússia, nos Estados Unidos, nos primeiros anos do século XX. A família mudou-se para San Diego no início da década de 1920.
Price formou-se no Liceu de San Diego em 1931, frequentou a Universidade Estadual de San Diego em 1932 e obteve a sua licenciatura (em filosofia) e um diploma de Direito na Universidade do Sul da Califórnia em 1936 e 1938, respetivamente. Em 1938, casou-se com a sua namorada Helen Moskowitz e fugiram para Las Vegas. Price foi admitido na Ordem dos Advogados da Califórnia em novembro de 1938.

## Carreira
Price lançou o primeiro FedMart em 1954 e, juntamente com o seu filho, Robert, Giles Bateman, um sobrinho, Rick Libenson e outros, fundou o Price Club em 1976. A empresa tornou-se pública em 1980. Em 1993, a Costco fundiu-se com a Price Club para formar a PriceCostco. A liderança da nova organização foi partilhada entre o filho de Sol Price, Robert, e James Sinegal. Após oito meses, a PriceCostco criou uma empresa separada chamada Price Enterprises, liderada pelo Price mais jovem. A PriceSmart continua a operar clubes grossistas na América Latina e nas Caraíbas, enquanto as operações domésticas se tornaram Costco.
Sam Walton, da Walmart, escreveu no seu livro "Made in America" que "pediu emprestadas" "tantas ideias a Sol Price como a qualquer outra pessoa do sector". Acrescentou que gostou especialmente da ideia de chamar à sua cadeia de descontos "Wal-Mart" porque "gostava muito do nome FedMart de Sol". Em 1983, Walton jantou com Price e, mais tarde nesse ano, abriu o primeiro Sam's Club em Oklahoma City, Oklahoma. Mais tarde, quando lhe perguntaram qual era a sensação de ser o pai de uma indústria (a indústria de armazéns de retalho — como a Costco e o Sam's Club), Sol respondeu: "Quem me dera ter usado preservativo". O CEO mais antigo da Costco, Sinegal, aprendeu o negócio do retalho em grande parte através da sua ascensão na escada corporativa da FedMart. No documentário de 2012 da CNBC sobre a Costco, Sinegal indicou que Price tinha sido o seu mentor, bem como a pessoa que o ensinou a ser "duro" nos negócios e a demonstrar um sentido de "responsabilidade social" para com os empregados.

## Filantropia
No final da década de 1980, Price doou 2 milhões de dólares para a construção de um novo centro estudantil no campus da Universidade da Califórnia, em San Diego. Batizado em homenagem a Price, o Price Center, que abriga a principal livraria estudantil, praça de alimentação, cinema, salões de baile e salas de reunião, foi inaugurado em 21 de abril de 1989.
Em 2011, o Price Family Charitable Fund doou 50 milhões de dólares à Escola de Política, Planeamento e Desenvolvimento da Universidade do Sul da Califórnia. Em resultado da doação, a escola passou a designar-se USC Sol Price School of Public Policy.
Price é responsável pela injeção de dinheiro e pela ajuda ao renascimento do bairro de City Heights, no centro da cidade de San Diego, perto da sua casa de infância. Foi membro do Conselho de Administração do Urban Institute em Washington, D.C., do Conselho de Administração do Center on Budget and Policy Priorities, do Consumer Affairs Advisory Committee da U.S. Securities and Exchange Commission e do San Diego Financial Review Panel.